# Neumichtis punctisigna
Neumichtis punctisigna là một loài bướm đêm trong họ Noctuidae.